# Commodore (États-Unis)
Pour les articles homonymes, voir Commodore.
Commodore est un titre puis un grade utilisé dans l'United States Navy et l'United States Coast Guard, ainsi que dans la Confederate States Navy. Au cours des deux derniers siècles, cette dénomination a pris différents niveaux d'autorité, elle a notamment été équivalente au grade actuel de Rear Admiral, Lower Half. De nos jours, il ne s'agit plus d'un grade mais le titre de commodore continue à être utilisé dans ces deux corps d'armées pour désigner des captains commandant un ensemble d'unités lors d'opérations.